# Turbotauchpumpe

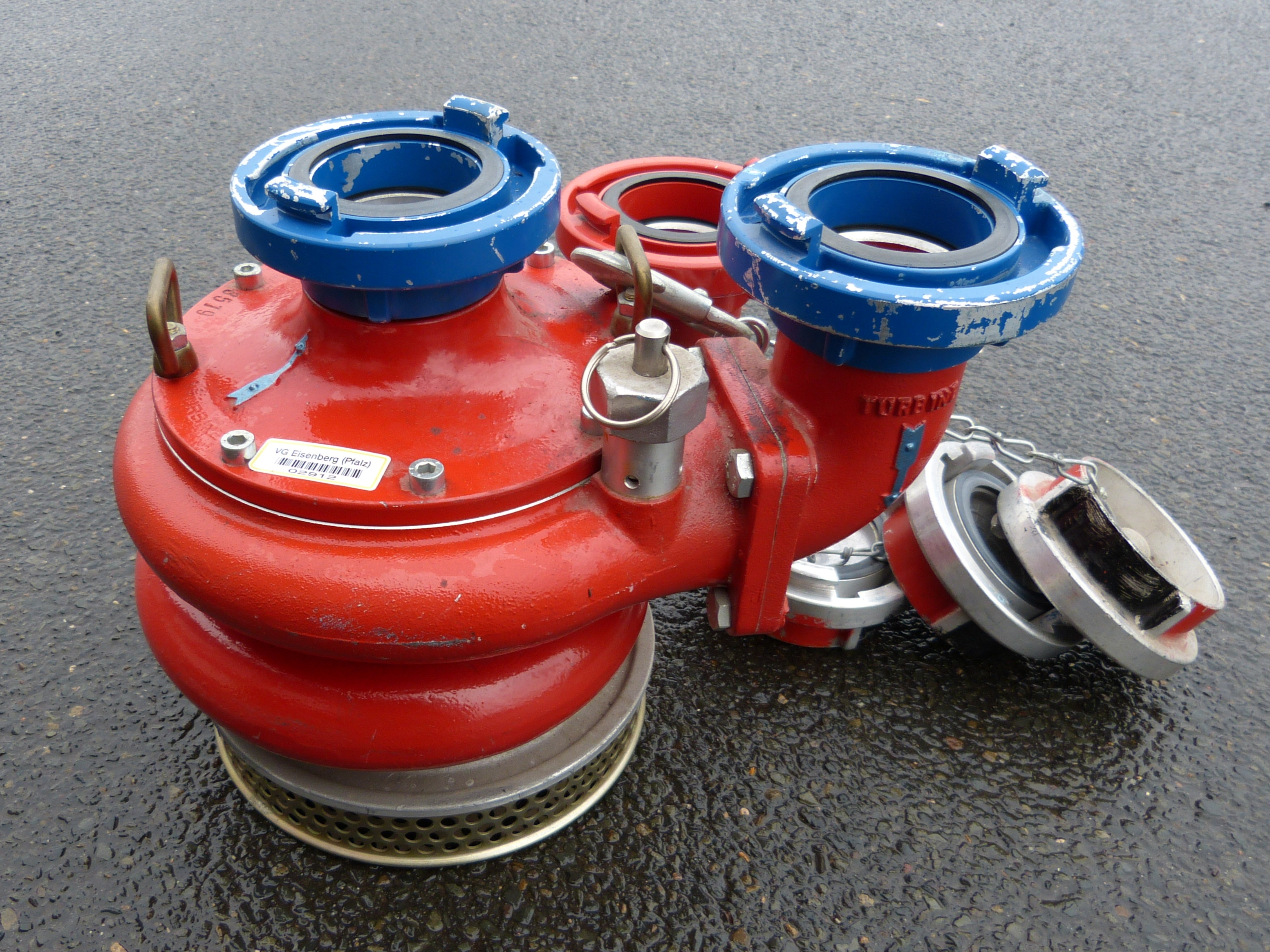
Turbinentauchpumpe (TTP) für den Einsatz bei Feuerwehren und ähnlichen Organisationen. Die seitlich angebrachte blaue Kupplung ist der Eingang für den Treibwasserstrom, die mittig auf der TTP angebrachte blaue Kupplung der Ausgang für den Treibwasserstrom. Dies ist auch an den Anschlüssen durch Pfeile markiert. An der roten Kupplung wird der Schlauch für das zu fördernde Medium angeschlossen.

Die Turbotauchpumpe oder Turbinentauchpumpe (TTP) ist eine Tauchpumpe, welche vor allem von Katastrophenschutzeinheiten verwendet wird. Sie dient als Hilfsmittel zur Wasserförderung, wenn die normale Fahrzeugsaugpumpe, aufgrund eines zu großen Höhenunterschiedes in der Ansaugstrecke, nicht mehr mit Wasser versorgt wird. Abhängig von der antreibenden Feuerlöschpumpe sind Förderhöhen bis etwa 30 Metern möglich.

## Funktionsweise
Für ihren Betrieb ist eine weitere Pumpe notwendig: Im Einsatz wird sie mit der Kreiselpumpe eines wasserführenden Löschfahrzeugs aus dessen Tank versorgt. Das Wasser treibt eine Turbine an, welche über eine Welle die zweite, eigentliche Kreiselpumpe zur Wasserförderung antreibt, danach fließt es in den Tank des Löschfahrzeuges zurück. Dieser Kreislauf wird als Treibwasserstrom bezeichnet. Anders als bei der Wasserstrahlpumpe entstehen so zwei getrennte Wasserkreisläufe, so dass sich der Tank des Feuerwehrfahrzeuges nicht leert.
Die Turbotauchpumpe soll primär zur Trinkwasserversorgung genutzt werden, mit ihr kann jedoch auch Schmutzwasser gefördert werden, beispielsweise bei einem Hochwasser. Außerdem eignet sie sich zum Tiefsaugen.
Die TTP hat bei dem Betrieb mit einem Tankfahrzeug den Nachteil, dass sich das Wasser durch die mechanische Reibung an der Pumpe bzw. der Welle erhitzt und wieder in den Tank gegeben wird. Dort schließt sich der Kreislauf, und auch das Wasser im Tank erwärmt sich. Die Erwärmung des Tankwassers ist abhängig von der Gesamtmenge, so dass ein kleiner Tank sich relativ schnell erwärmt. Daher wird beim Einsetzen der TTP über dem Tankbetrieb immer „neues“ oder kaltes Wasser nachgeführt bzw. ausgetauscht.
Hauptvorteil gegenüber Elektrotauchpumpen ist die Verzichtbarkeit elektrischer Energie. Hauptvorteil gegenüber Wasserstrahlpumpen ist die Trennung Schmutzwasser/Treibwasser und die sehr viel höhere Förderleistung.
Die Nennförderleistung für eine üblicherweise verwendete Turbotauchpumpe ist aus der Bezeichnung TTP 8/1/8 der Reihe nach abzulesen:
- Nennförderstrom 800 Liter pro Minute
- Nennförderdruck 1 bar
- Treibwasserdruck 8 bar.